# Castelli Romani rosato
Il Castelli Romani rosato è un vino DOC la cui produzione è consentita nelle province di Latina e Roma.

## Caratteristiche organolettiche
- colore: rosa più o meno intenso, talvolta con tonalità rubino
- odore: fruttato, intenso, vinoso
- sapore: fresco, armonico, secco, talvolta frizzante e/o amabile

## Produzione
Provincia, stagione, volume in ettolitri
- nessun dato disponibile